# São Martinho do Campo
Sâo Martinho do Campo fou una vila portuguesa del municipi de Santo Tirso, amb 3,44 km² d'àrea i 3.470 habitants (al cens del 2011). Densitat: 1.008,7 h/km².Des del 2013, forma part de la Unió de Freguesies de Campo (Sâo Martinho), Sâo Salvador do Campo i Negrelos (Sâo Mamede).
Situada a la part oriental del municipi de Santo Tirso, Sâo Martinho do Campo es troba envoltat per la freguesia de Roriz i per les localitats de Sâo Mamede de Negrelos i Sâo Salvador do Campo (amb les quals, forma la nova freguesia). Al nord, passa el riu Vizela, i a l'altre marge té de veïnes les freguesies de Lordelo i Moreira de Cónegos.
Dista 14 quilòmetres de la ciutat de Santo Tirso, altres 14 quilòmetres de Guimarães, 13,7 quilòmetres de Paços de Ferreira, 20,5 quilòmetres de Trofa, a 22,5 quilòmetres de Vila Nova de Famalicão, 6,8 quilòmetres de Vizela, i 38,8 quilòmetres d'Invicta-Porto.
Situada al marge esquerre del riu, es pot dir que la major part del seu territori s'estén per una plana, amb una part més elevada a la costera de la muntanya que confina la regió de Negrelos.
Cal recordar el Pont de Negrelos, on hi hagué enfrontaments als exèrcits napoleònics el 25 de març de 1809.
Temps enrere, a São Martinho do Campo hi havia una gran tradició industrial, especialment tèxtil.

### Història
Fins a la primeria del segle XIX (1834), la freguesia de Sâo Martinho estava dividida en dos municipis, Francemil i Roriz. I tenia al 1801, 503 habitants.
Dos anys després, al 1836, passa a pertànyer al municipi de Sâo Tomé de Negrelos. Però al 1855, Sâo Martinho do Campo passa a pertànyer al municipi de Santo Tirso.
El 21 de maig de 1976 va haver-hi al poble un atemptat amb bomba comés per una xarxa d'extrema dreta que aleshores actuava al país. Rosinda Teixeira, de 40 anys, va morir en l'explosió que va incendiar sa casa on habitava amb el seu marit i quatre fills.
L'any de 1997, se li donà a Sâo Martinho do Campo l'estatut de vila.
Fou seu d'una freguesia extinta al 2013, en l'àmbit d'una reforma administrativa nacional, en què fou annexada a les freguesies de Sâo Salvador do Campo i Negrelos (Sâo Mamede), per formar-ne una de nova denominada Unió de Freguesies de Campo (Sâo Martinho), Sâo Salvador do Campo i Negrelos (Sâo Mamede).

## Patrimoni artístic i cultural
Són diversos els punts d'interés que la freguesia alberga:
1. El pont romà sobre el riu Vizela;

1. 2. L'església parroquial, reformada l'any 1902. Hi estava datada del 1758.

1. 3. La capella i creu de terme de Nossa Senhora do Espinho.

1. L. a capelal de l'Esperit Sant, fundada enl1560 per Luís Fernandes, prior de Roriz;

1. L. a capelal de lNoss Senyhra dea Dolre.

## Població
| Població de la freguesia de Campo (São Martinho) | Població de la freguesia de Campo (São Martinho) | Població de la freguesia de Campo (São Martinho) | Població de la freguesia de Campo (São Martinho) | Població de la freguesia de Campo (São Martinho) | Població de la freguesia de Campo (São Martinho) | Població de la freguesia de Campo (São Martinho) | Població de la freguesia de Campo (São Martinho) | Població de la freguesia de Campo (São Martinho) | Població de la freguesia de Campo (São Martinho) | Població de la freguesia de Campo (São Martinho) | Població de la freguesia de Campo (São Martinho) | Població de la freguesia de Campo (São Martinho) | Població de la freguesia de Campo (São Martinho) | Població de la freguesia de Campo (São Martinho) |
| ------------------------------------------------ | ------------------------------------------------ | ------------------------------------------------ | ------------------------------------------------ | ------------------------------------------------ | ------------------------------------------------ | ------------------------------------------------ | ------------------------------------------------ | ------------------------------------------------ | ------------------------------------------------ | ------------------------------------------------ | ------------------------------------------------ | ------------------------------------------------ | ------------------------------------------------ | ------------------------------------------------ |
| 1864                                             | 1878                                             | 1890                                             | 1900                                             | 1911                                             | 1920                                             | 1930                                             | 1940                                             | 1950                                             | 1960                                             | 1970                                             | 1981                                             | 1991                                             | 2001                                             | 2011                                             |
| 882                                              | 898                                              | 883                                              | 1 007                                            | 1 215                                            | 1 278                                            | 1 384                                            | 1 918                                            | 2 568                                            | 3 166                                            | 2 671                                            | 3 256                                            | 3 586                                            | 3 736                                            | 3 470                                            |